# Johannisstraße (Osnabrück)
Die Johannisstraße ist eine zum Teil als Fußgängerzone angelegte Straße in der Innenstadt von Osnabrück. Sie befindet sich in der mittelalterlichen Neustadt.

## Verlauf
Die Johannisstraße beginnt am Neumarkt, hier trifft die aus der Altstadt kommende Große Straße auf die Wittekindstraße. Von hier aus zieht sie sich mit einem leichten Schlenker bis zur Johanniskirche, wo die Johannisfreiheit und die Süsterstraße einmünden. Der Abschnitt zwischen Neumarkt und Süsterstraße ist als Fußgängerzone ausgewiesen, die jedoch für Busse und Fahrräder freigegeben ist. Südlich hiervon ist die Straße für den allgemeinen Verkehr freigegeben. Im weiteren Verlauf wird der Wallring, hier als Johannistorwall und Petersburger Wall, gequert. Nach der Wallkreuzung mündet die Johannisstraße, nach kurzer Wegstrecke, in den Rosenplatz. Hier zweigen die Iburger Straße (Bundesstraße 68) und die Meller Straße ab.

### Hausnummerierung
Eine Besonderheit stellt die Hausnummerierung an der Straße dar. Sie folgt im Grunde dem sogenannten Hufeisensystem, jedoch beginnt die Nummerierung nicht, wie bei diesem System üblich, im Stadtzentrum und die niedrigste sowie höchste Hausnummer liegen nicht an einem der Straßenenden, sondern „mittendrin“.
Die Hausnummer 1 gehört zu einem Möbelhaus an der Kreuzung mit dem Petersburger Wall. Von dort verläuft die Nummerierung zunächst auf der östlichen Straßenseite aufsteigend in Richtung Stadtzentrum. Am Neumarkt ist die höchste Hausnummer der östlichen Seite die Nummer 58/59, dann wechselt die Straßenseite und die Nummerierung läuft wieder zurück stadtauswärts. Am Rosenplatz liegt die Nr. 135, ehe erneut die Seite gewechselt wird und die Nummern 136–144 wiederum auf östlicher Seite zwischen Rosenplatz und Petersburger Wall liegen. Die niedrigste (1) und höchste Nummer (144) liegen somit direkt nebeneinander.

## Geschichte
Die Johannisstraße ist einer der ältesten Straßen der historischen Neustadt. Unmittelbar angrenzend sind die Johanniskirche und das alte Rathaus der Neustadt.
In der Johannisstraße 100 wurde 1892 vom Magistrat der Stadt das 2. Polizeirevier eingerichtet. 1902 wurde die Polizeiwache an den Rosenplatz in einen Neubau verlegt.
1980 wurde der nördliche Teil eine Fußgängerzone, welche aber durch Busse befahren werden darf.

### Kaufhaus Leffers
1921 wurde in der Johannisstraße das Modehaus Leffers eröffnet. Es war schon 1914 erbaut worden, während des Ersten Weltkrieges war in dem Gebäude jedoch zunächst ein Lazarett eingerichtet. Das im Besitz der Familie Nülle befindliche Kaufhaus wurde im Sommer 2001 an die SinnLeffers AG verkauft. Ursprünglich stammten beide Firmen vom selben Gründer Carl Leffers ab, jedoch blieb das Osnabrücker Haus bis dahin in privatem Besitz. Das Kaufhaus wurde im Januar 2019 wegen auslaufender Mietverträge geschlossen und das Gebäude im Frühjahr 2020 abgerissen.